# Antoigné
Antoigné, une commune annexée à Châtellerault (Vienne) en 1801.
Antoigné est une commune française située dans le département de Maine-et-Loire, en région Pays de la Loire.

## Géographie

### Localisation
Commune angevine du Saumurois, Antoigné se situe sur la route D 178, au sud-est de Montreuil-Bellay, en limite des départements des Deux-Sèvres et de la Vienne. Cette petite commune est celle la plus au sud-est du département de Maine-et-Loire. Elle comprend trois hameaux : Coulon, Mué et Lernay.
La commune se trouve à 12 km de Thouars, 20 km de Doué-la-Fontaine, 17 km de Loudun, 25 km de Saumur, à 60 km d'Angers et à 80 km de Tours. Antoigné est visible à quelques kilomètres, grâce à son château d'eau.
Son territoire se situe dans le parc naturel régional Loire-Anjou-Touraine.

### Climat
Pour des articles plus généraux, voir Climat des Pays de la Loire et Climat de Maine-et-Loire.
En 2010, le climat de la commune est de type climat océanique altéré, selon une étude du CNRS s'appuyant sur une série de données couvrant la période 1971-2000. En 2020, Météo-France publie une typologie des climats de la France métropolitaine dans laquelle la commune est dans une zone de transition entre le climat océanique et le climat océanique altéré et est dans la région climatique Moyenne vallée de la Loire, caractérisée par une bonne insolation (1 850 h/an) et un été peu pluvieux.
Pour la période 1971-2000, la température annuelle moyenne est de 12,1 °C, avec une amplitude thermique annuelle de 14,8 °C. Le cumul annuel moyen de précipitations est de 567 mm, avec 10,4 jours de précipitations en janvier et 6,3 jours en juillet. Pour la période 1991-2020, la température moyenne annuelle observée sur la station météorologique de Météo-France la plus proche, « Mont-Bellay-Inra », dans la commune de Montreuil-Bellay à 6 km à vol d'oiseau, est de 12,8 °C et le cumul annuel moyen de précipitations est de 616,3 mm,. Pour l'avenir, les paramètres climatiques de la commune estimés pour 2050 selon différents scénarios d'émission de gaz à effet de serre sont consultables sur un site dédié publié par Météo-France en novembre 2022.

## Urbanisme

### Typologie
Au 1er janvier 2024, Antoigné est catégorisée commune rurale à habitat dispersé, selon la nouvelle grille communale de densité à sept niveaux définie par l'Insee en 2022.
Elle est située hors unité urbaine et hors attraction des villes,.

### Occupation des sols
L'occupation des sols de la commune, telle qu'elle ressort de la base de données européenne d’occupation biophysique des sols Corine Land Cover (CLC), est marquée par l'importance des territoires agricoles (96,8 % en 2018), une proportion sensiblement équivalente à celle de 1990 (96,9 %). La répartition détaillée en 2018 est la suivante : 
terres arables (74 %), zones agricoles hétérogènes (22 %), forêts (3,2 %), prairies (0,8 %). L'évolution de l’occupation des sols de la commune et de ses infrastructures peut être observée sur les différentes représentations cartographiques du territoire : la carte de Cassini (XVIIIe siècle), la carte d'état-major (1820-1866) et les cartes ou photos aériennes de l'IGN pour la période actuelle (1950 à aujourd'hui).

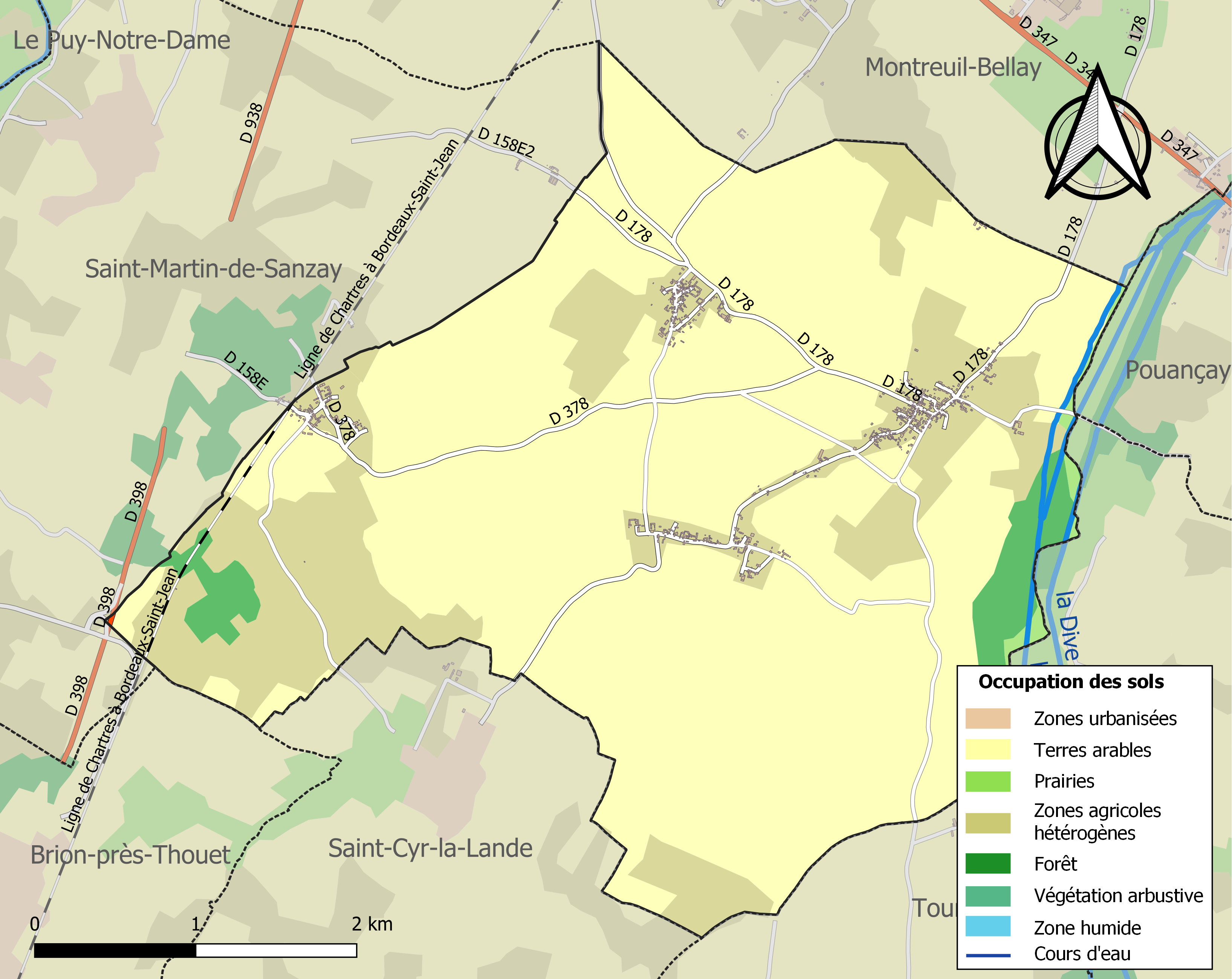
Carte des infrastructures et de l'occupation des sols de la commune en 2018 (CLC).

## Toponymie
Antoniacus villa en 775, In pago Pictavensi Intoniacum villa en 791,.
Nom des habitants (gentilé) : Antoignéens.

## Histoire
À la fin de l'Ancien Régime, la paroisse est du diocèse de Poitiers, archiprêtré de Thouars, et dépend de l'élection et subdélégation de Montreuil-Bellay, du grenier à sel et de la sénéchaussée de Saumur.
Pendant la Première Guerre mondiale, 19 habitants perdent la vie. Lors de la Seconde Guerre mondiale, 6 habitants sont tués.

## Politique et administration

### Administration municipale
| Période                                  | Période                   | Identité             | Étiquette | Qualité     |
| ---------------------------------------- | ------------------------- | -------------------- | --------- | ----------- |
| 1790                                     |                           | Joseph Guillon       |           |             |
| 1792                                     |                           | Leroy                |           |             |
| 1er novembre 1792                        |                           | Louis-Nicolas Nau    |           |             |
| 1797                                     |                           | Augustin Autran      |           |             |
| 1799                                     |                           | Urbain Ecot          |           |             |
| 1813                                     |                           | Louis Lemoine-Maudet |           |             |
| 1815                                     |                           | Urbain Ecot          |           |             |
| 1830                                     |                           | Nicolas-Louis Nau    |           |             |
| 1833                                     |                           | Joseph Ecot          |           |             |
| 1836                                     |                           | Michel Monnerau      |           |             |
| 5 avril 1848                             |                           | Louis Sorin          |           |             |
| 23 août 1848                             |                           | Toussaint Ecot       |           |             |
| 1872                                     |                           | Jean Pasquier        |           |             |
| 1876                                     |                           | Jean Chevalier       |           |             |
| 1880                                     |                           | François Milon       |           |             |
| 1881                                     |                           | Jean Pasquier        |           |             |
| 1891                                     |                           | Chevalier-Piloteau   |           |             |
| 1896                                     |                           | Jean Chevalier       |           |             |
| 1901                                     |                           | François Millon      |           |             |
| 1906                                     | 1921                      | Jean Chevalier       |           |             |
| 1921                                     | 1936                      | François Guibert     |           |             |
| 1936                                     |                           | Clément Brunet       |           |             |
| 1971                                     | juin 1995                 | Serge Calou          |           | retraité    |
| juin 1995                                | En cours (au 24 mai 2020) | Éric Mousserion,     |           | agriculteur |
| Les données manquantes sont à compléter. |                           |                      |           |             |

### Intercommunalité
La commune est membre de la communauté d'agglomération Saumur Val de Loire.

## Population et société

### Démographie

#### Évolution démographique
L'évolution du nombre d'habitants est connue à travers les recensements de la population effectués dans la commune depuis 1793. Pour les communes de moins de 10 000 habitants, une enquête de recensement portant sur toute la population est réalisée tous les cinq ans, les populations de référence des années intermédiaires étant quant à elles estimées par interpolation ou extrapolation. Pour la commune, le premier recensement exhaustif entrant dans le cadre du nouveau dispositif a été réalisé en 2008.

En 2022, la commune comptait 450 habitants, en évolution de −3,64 % par rapport à 2016 (Maine-et-Loire : +2,12 %, France hors Mayotte : +2,11 %).
| 1793 | 1800 | 1806 | 1821 | 1831 | 1836 | 1841 | 1846 | 1851 |
| ---- | ---- | ---- | ---- | ---- | ---- | ---- | ---- | ---- |
| 250  | 296  | 379  | 523  | 542  | 537  | 600  | 624  | 644  |

| 1856 | 1861 | 1866 | 1872 | 1876 | 1881 | 1886 | 1891 | 1896 |
| ---- | ---- | ---- | ---- | ---- | ---- | ---- | ---- | ---- |
| 627  | 637  | 650  | 585  | 580  | 619  | 567  | 587  | 568  |

| 1901 | 1906 | 1911 | 1921 | 1926 | 1931 | 1936 | 1946 | 1954 |
| ---- | ---- | ---- | ---- | ---- | ---- | ---- | ---- | ---- |
| 507  | 527  | 521  | 515  | 479  | 477  | 461  | 446  | 461  |

| 1962 | 1968 | 1975 | 1982 | 1990 | 1999 | 2006 | 2008 | 2013 |
| ---- | ---- | ---- | ---- | ---- | ---- | ---- | ---- | ---- |
| 481  | 471  | 448  | 442  | 418  | 414  | 461  | 474  | 473  |

| 2018 | 2022 | - | - | - | - | - | - | - |
| ---- | ---- | - | - | - | - | - | - | - |
| 464  | 450  | - | - | - | - | - | - | - |

#### Pyramide des âges
La population de la commune est relativement jeune. Le taux de personnes d'un âge supérieur à 60 ans (21,4 %) est en effet supérieur au taux national (22,1 %) tout en étant toutefois inférieur au taux départemental (21,4 %).
À l'instar des répartitions nationale et départementale, la population féminine de la commune est supérieure à la population masculine. Le taux (50,2 %) est du même ordre de grandeur que le taux national (51,6 %).
La répartition de la population de la commune par tranches d'âge est, en 2008, la suivante :
- 49,8 % d’hommes (0 à 14 ans = 24,6 %, 15 à 29 ans = 16,1 %, 30 à 44 ans = 22 %, 45 à 59 ans = 18,2 %, plus de 60 ans = 19 %) ;
- 50,2 % de femmes (0 à 14 ans = 21,4 %, 15 à 29 ans = 17,2 %, 30 à 44 ans = 18,5 %, 45 à 59 ans = 19,7 %, plus de 60 ans = 23,1 %).

| Hommes | Classe d’âge | Femmes |
| ------ | ------------ | ------ |
| 0,4    | 90 ans ou +  | 0,4    |
| 5,9    | 75 à 89 ans  | 6,7    |
| 12,7   | 60 à 74 ans  | 16,0   |
| 18,2   | 45 à 59 ans  | 19,7   |
| 22,0   | 30 à 44 ans  | 18,5   |
| 16,1   | 15 à 29 ans  | 17,2   |
| 24,6   | 0 à 14 ans   | 21,4   |

| Hommes | Classe d’âge | Femmes |
| ------ | ------------ | ------ |
| 0,4    | 90 ans ou +  | 1,1    |
| 6,3    | 75 à 89 ans  | 9,5    |
| 12,1   | 60 à 74 ans  | 13,1   |
| 20,0   | 45 à 59 ans  | 19,4   |
| 20,3   | 30 à 44 ans  | 19,3   |
| 20,2   | 15 à 29 ans  | 18,9   |
| 20,7   | 0 à 14 ans   | 18,7   |

### Vie locale
Les infrastructures : Son école primaire renommée L'école des Hirondelles accueille une soixantaine d'élèves, elle bénéficie d'une cantine et d'une salle des fêtes dans ses bâtiments. La mairie d'Antoigné est rénovée à la fin des années 1990.
Les événements : Plusieurs manifestations comme la fête de la musique et la fête de la Saint-Jean sont organisées sur le terrain de football quelque peu à l'écart du centre mais non loin du canal de la Dive (affluent de la Thouet).

## Économie
Sur 34 établissements présents sur le territoire de la commune à fin 2010, 50 % relèvent du secteur de l'agriculture (pour une moyenne de 17 % dans le département), 6 % du secteur de l'industrie, 12 % du secteur de la construction, 24 % de celui du commerce et des services et 9 % du secteur de l'administration et de la santé. Cinq ans plus tard, en 2015, sur les 39 établissements présents, 38 % relèvent du secteur de l'agriculture (pour une moyenne de 11 % dans le département), 3 % du secteur de l'industrie, 15 % de celui de la construction, 33 % du secteur du commerce et des services et 10 % de celui de l'administration et de la santé.

## Culture locale et patrimoine

### Lieux et monuments
Comme pour la plupart des villes et villages, un monument aux morts est installé après la Seconde Guerre mondiale sur la place devant la mairie. L'église Saint-Martin, du XIIIe siècle, n'est pas visitable ; les seules messes qui y sont célébrées sont les messes de mariage, de sépulture et de baptême. Presque accolée, son ancienne boulangerie transformée en habitation porte encore une magnifique girouette représentant un homme au four. Antoigné compte parmi ses monuments un lavoir rénové vers le milieu des années 1990 et situé sur la route de la Motte-Bourbon.
Également, le dolmen du Griffier, inscrit aux Monuments Historiques.